# Кулушево (Кармаскалинский район)
Кулушево (баш. Ҡолош) — деревня в Кармаскалинском районе Республики Башкортостан России. Входит в состав Савалеевского сельсовета.

## История
В «Списке населённых мест по сведениям 1870 года», изданном в 1877 году, населённый пункт упомянут как деревня Кулушева (Кунушева) 3-го стана Уфимского уезда Уфимской губернии. Располагалась при речке Карагайзыла, по левую сторону Оренбургского почтового тракта из Уфы, в 40 верстах от уездного и губернского города Уфы и в 25 верстах от становой квартиры в селе Юрмаш (Юрмашский Починок). В деревне, в 66 дворах жили 353 человека (167 мужчин и 186 женщин, татары), были мечеть, училище.

## География

### Географическое положение
Расстояние до:
- районного центра (Кармаскалы): 16 км;
- центра сельсовета (Савалеево): 6 км;
- ближайшей ж/д станции (Ибрагимово): 2 км.

## Население
| 2002 | 2009 | 2010 |
| ---- | ---- | ---- |
| 280  | ↗458 | ↘255 |

Национальный состав
Согласно переписи 2002 года, преобладающая национальность — татары (78 %).